# Natan Alterman
Natan Alterman (hebrejsky נתן אלתרמן‎; 14. srpna 1910 Varšava, Kongresové Polsko, Ruské impérium – 28. března 1970 Tel Aviv, Izrael) byl izraelský básník, dramatik, novinář a překladatel. Ačkoli se nikdy neangažoval v politice, měl velký vliv na dělnicko-sionistickou politiku, a to jak před vznikem Státu Izrael, tak po něm.

## Životopis
Natan Alterman se narodil ve Varšavě v Kongresovém Polsku (tehdy součást Ruského impéria). V roce 1925, když mu bylo 15 let, se s rodinou přestěhoval do Tel Avivu, kde pokračoval ve studiu na Gymnáziu Herzlija.
Když mu bylo 19 let, odjel do Paříže studovat na Pařížskou univerzitu. O rok později se rozhodl odejít do Nancy, kde studoval agronomii. Přestože udržoval blízký kontakt se svou rodinou a přáteli v Tel Avivu a navštěvoval je o prázdninách, strávil tři roky ve Francii a byl velmi ovlivněn setkáními s francouzskými umělci a spisovateli. Když se v roce 1932 vrátil do Tel Avivu, začal pracovat v zemědělské škole Mikve Jisra'el, ovšem brzy ji opustil a začal pracovat jako novinář a básník.
Zasloužil se o přivezení semen rajčete Marmande do Izraele, kde bylo až do 60. let 20. století hlavním druhém pěstovaným v zemi.

## Literární kariéra
Altermanova první vydaná básnická sbírka se jmenuje Kochavim ba-chuc („Hvězdy venku“) a vyšla v roce 1938. Tato sbírka, jak říká izraelský kritik Binjamin Haršav, ho prosadila jako významnou osobnost moderní hebrejské poezie.
Jeho další významnou knihou byla „Radost chudých“ (hebrejsky שִׂמְחַת עֲנִיִּים‎, 1941). Jedná se o fantasmagorii sestávající z 31 vzájemně propojených básní z pohledu ducha mrtvého muže, který je posedlý živou ženou, kterou miluje – obrácený příběh Orfea a Eurydiky. Mrtvý muž chce svou živou lásku ochránit před válkou a chudobou, ovšem ze všeho nejvíc ji chce vtáhnout do svého světa. Jeho plány jsou neustále mařeny, protože ho i světýlko svíčky zažene zpět.
Když v roce 1942 dorazily do sionistické židovské komunity v Britské mandátní Palestině první zprávy o holokaustu, napsal Alterman báseň, kterou lze označit za sarkastickou parafrázi židovské modlitby. V této básni Alterman píše: „Na křik našich dětí, zastíněných lešením, jsme neslyšeli běs světa. Vždyť jsi nás vyvolil ze všech národů, miloval jsi nás a měl jsi nás rád. Vždyť jsi nás vyvolil ze všech národů, z Norů, Čechů a Britů. Když kráčejí k popravištím, židovské děti rozumu, vědí, že jejich krev nebude počítána mezi ostatní a jen volají na matku odvrať svou tvář“. V roce 1943 napsal makamu „Švédský jazyk“, v níž ocenil ochotu Švédska přijmout židovské uprchlíky z Dánska.
V roce 1943 napsal také báseň kritizující papeže Pia XII., která je vystavena v památníku Jad vašem.
V letech 1945–1947 odsuzoval v novinách Davar represivní opatření Britské armády a chválil ilegální lodě, které v rozporu s britskou politikou vyloďovaly na pobřeží země Židy, kteří přežili holokaust. Nejznámějším článkem je „Chvála italského kapitána“ z roku 1945 (hebrejsky נאום תשובה לרב חובל איטלקי‎).
Na začátku první arabsko-izraelské války v roce 1948 napsal řadu vlasteneckých básní, z nichž nejznámější je „Stříbrný talíř“ (hebrejsky מגש הכסף‎). Tato báseň, která se stala kanonickým textem, jenž se čte v den vzpomínek na padlé vojáky Izraele, vznikla jako reakce na slova Chajima Weizmanna, která pronesl v prosinci 1947 po přijetí plánu OSN na rozdělení Palestiny: Žádný stát není nikdy předán na stříbrném podnose… Plán rozdělení nedává Židům příležitost, ale možnost. Ve své básni popisuje scénu podobnou biblickému zjevení na hoře Sinaj, kde Židé čekají na přijetí židovského státu, stejně jako když izraelské kmeny čekaly na přijetí tóry. Místo Mojžíše sestupujícího s kamennými deskami však lidé vidí dva neznámé mladé lidi, chlapce a dívku, zraněné a téměř mrtvé vyčerpáním. Na otázku: „Kdo jste?“ odpovídají: „Jsme stříbrný podnos, na němž vám byl předán židovský stát.“
Překládal díla Shakespeara, Molièra, Racina a ruská díla do hebrejštiny a jidiš. Napsal text slavné písně Kalanijot od Moše Vilenského, kterou zpívala Šošana Damari.
Některé Altermanovy básně se staly populárními písněmi, např. „Nekonečné setkání“ (hebrejsky פגישה לאין קץ‎). Jedna z epizod 3. série izraelského seriálu Štisel na Netflixu je pojmenována podle jedné z jeho básní „První úsměv“, která je během seriálu čtena na vzpomínkovém obřadu.

## Politická činnost
V 50. letech 20. století se stavěl proti stannému právu, které bylo uvaleno na arabské občany Izraele (do roku 1966), a také silně podporoval dělnické boje, jako byla stávka námořníků v roce 1952, kterou potlačila vláda Davida Ben Guriona.
Po šestidenní válce se stal Alterman jedním ze zakladatelů Hnutí za Velký Izrael, díky čemuž se ocitl ve spojenectví s pravicovými aktivisty, proti nimž v dřívějších dobách své kariéry výrazně vystupoval. Kritizoval Davida Ben Guriona (který v té době zastával sice pouze funkci poslance Knesetu, ale i přesto měl velký vliv) za přílišnou ochotu vzdát se území dobytých během války za mírovou dohodu.

## Ocenění a uznání
V roce 1946 Alterman obdržel Černichovského cenu za překlady her Faidra od Jeana Racine a Veselé paničky windsorské od Williama Shakespeara.
V roce 1947 obdržel Ruppinovu cenu za knihu „Radost chudých“.
V roce 1957 mu byla udělena Bialikovu cena za literaturu.
V roce 1967 obdržel opět Černichovského cenu za překlady Moliérových her.
V roce 1968 mu byla udělena Izraelská cena za literaturu

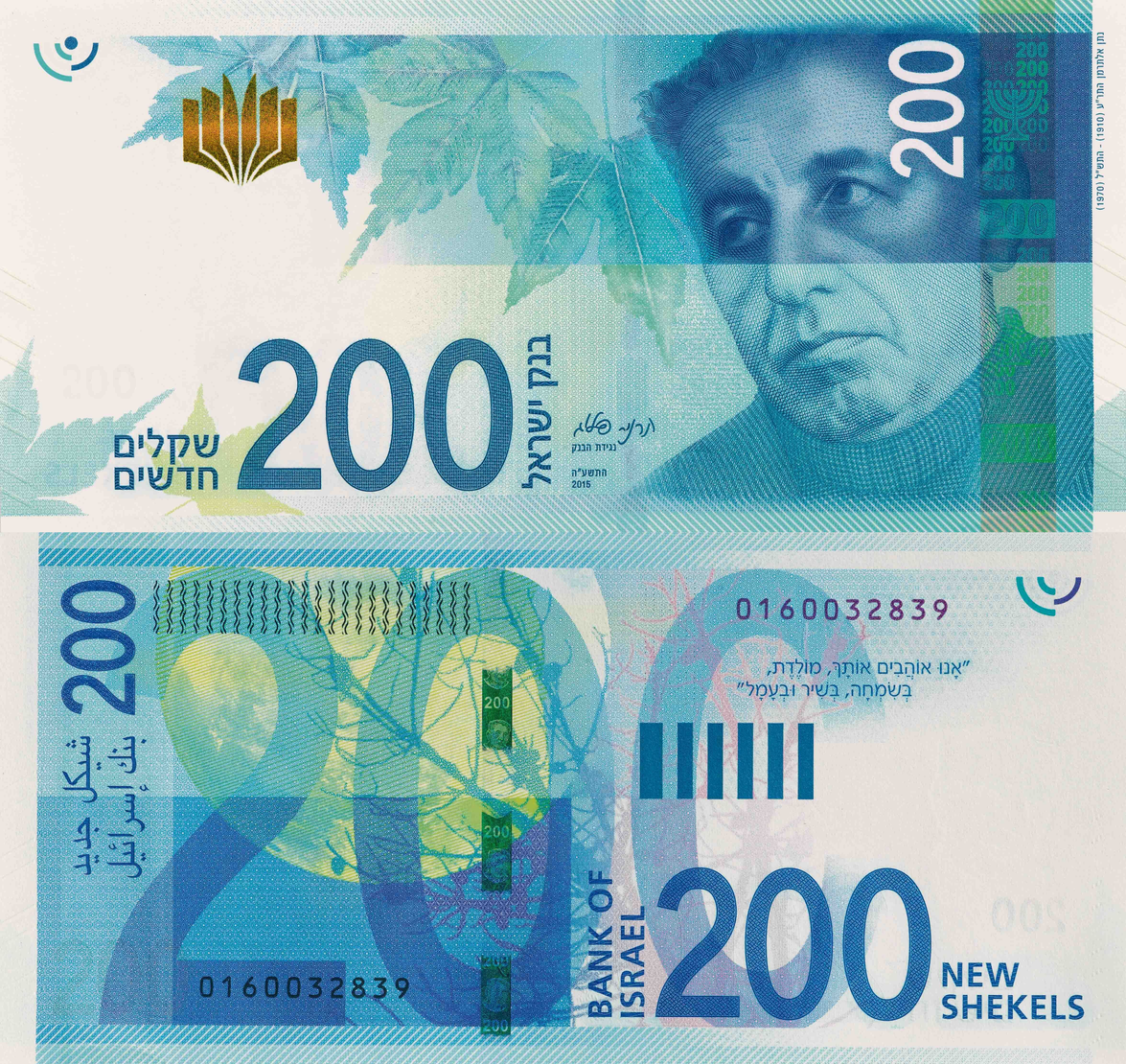
Bankovka o hodnotě 200 nových šekelů, na které je vyobrazen Altermanův portrét

V roce 2011 byl jeho portrét vybrán na izraelskou bankovku. Alterman je od roku 2016 zobrazen na izraelské bankovce o hodnotě 200 nových izraelských šekelů.

## Publikovaná díla
- 1938: Hvězdy venku (báseň)
- 1941: Radost chudých (báseň)
- 1944: Morové básně
- 1948 a 1954: Sedmý sloupec (dva svazky)
- 1957: Město holubice